# Fate/Samurai Remnant
Fate/Samurai Remnant (フェイト/サムライレムナント?) è un videogioco di ruolo sviluppato da Omega Force e pubblicato nel 2023 da Koei Tecmo Games per PlayStation 5, PlayStation 4, Nintendo Switch e Microsoft Windows.

## Trama
Fate/Samurai Remnant è ambientato a Yoshiwara, Kanda e Akasaka nel periodo Edo.

## Sviluppo
Fate/Samurai Remnant è stato annunciato nel dicembre 2022. L'introduzione del gioco è curata da CloverWorks.

## Accoglienza
Secondo la rivista Famitsū nella prima settimana di lancio in Giappone Fate/Samurai Remnant ha venduto 68 500 copie, 34 728 per Nintendo Switch, 21 569 per PlayStation 5 e 12 203 per PlayStation 4. Secondo Koei Tecmo Games il gioco ha venduto globalmente oltre 300 000 copie ad una settimana dal lancio.